# Øregaard Museum

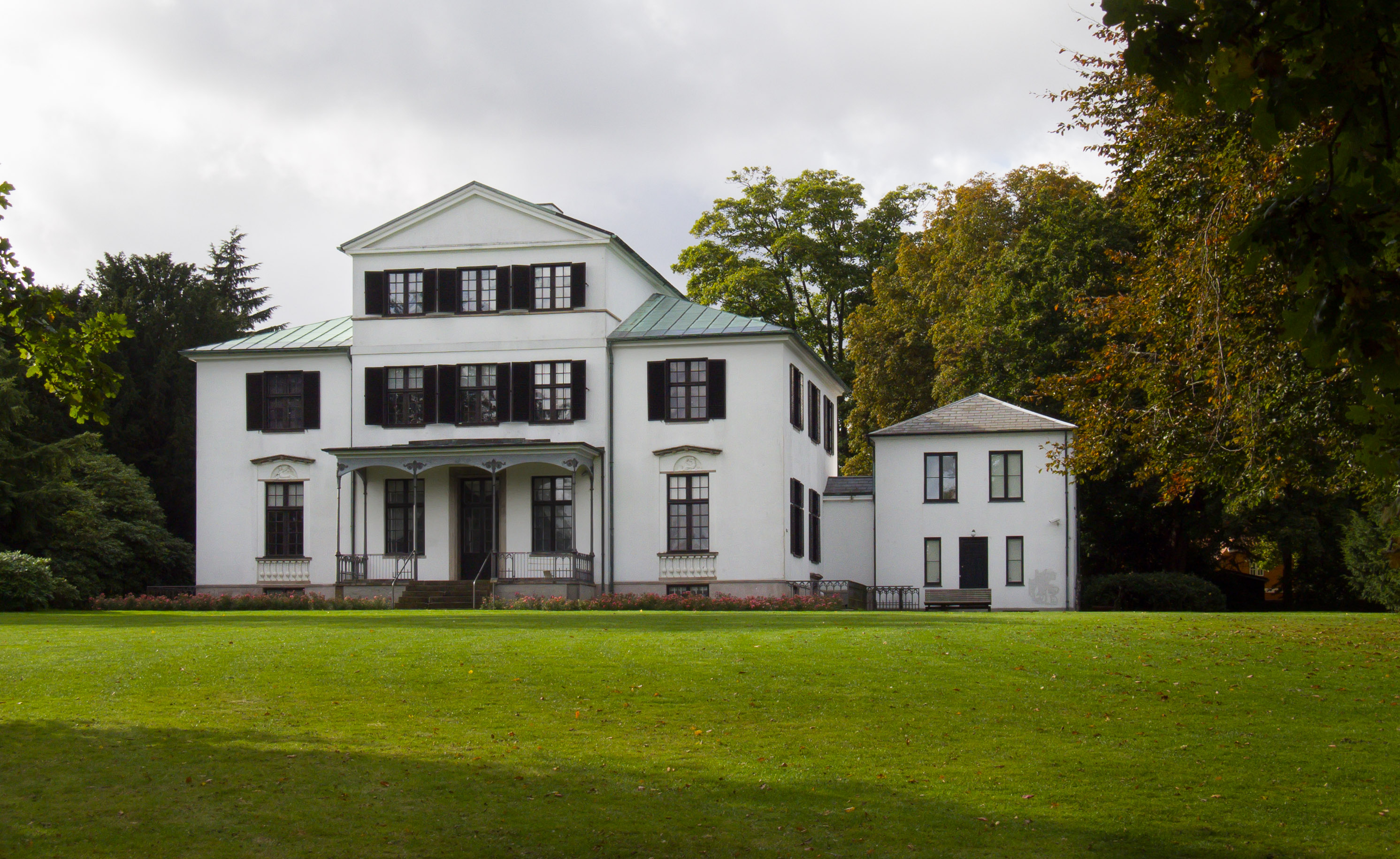
Øregaard Museum in Hellerup

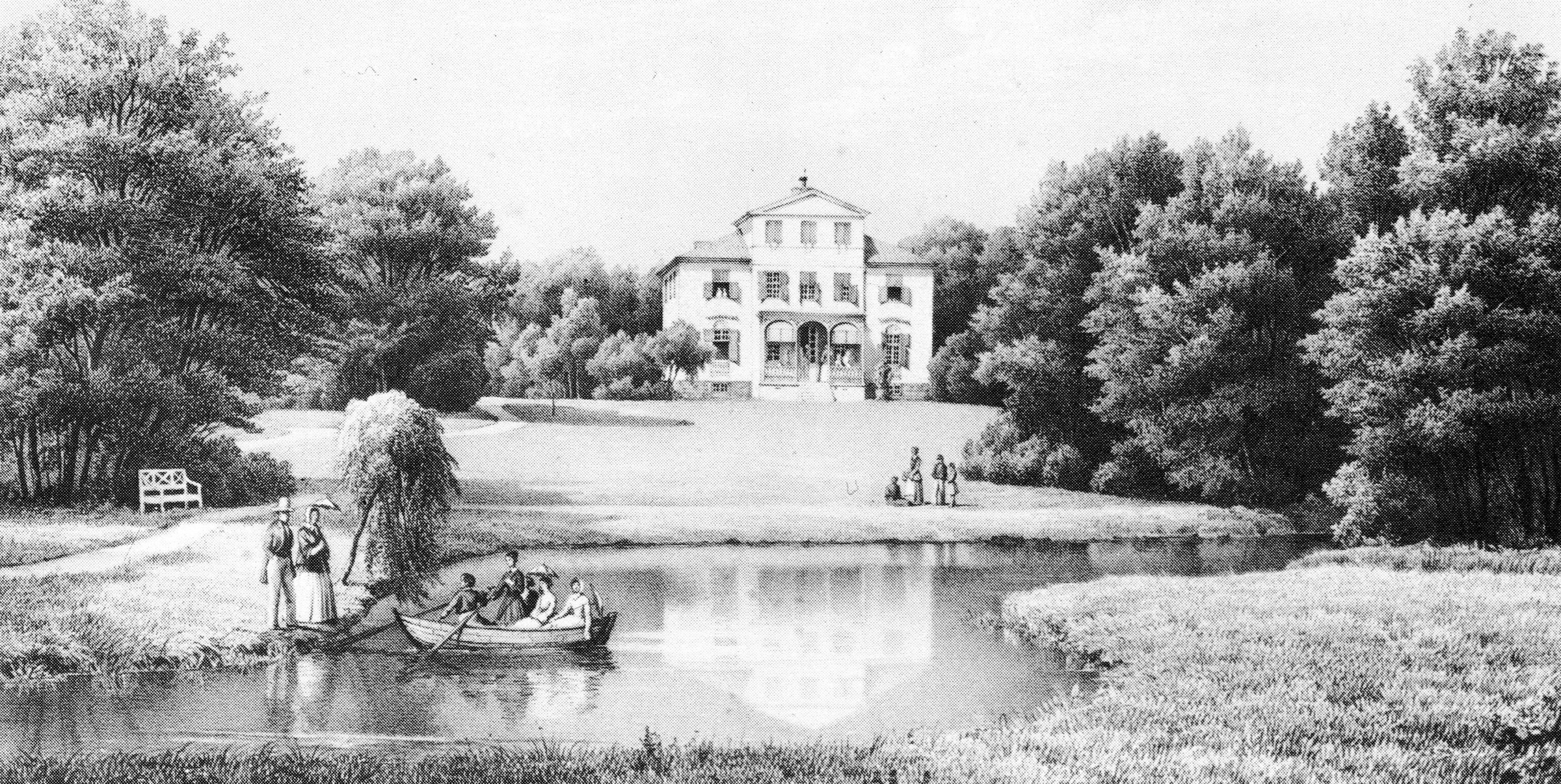
Landhuis Øregård in de 19e eeuw

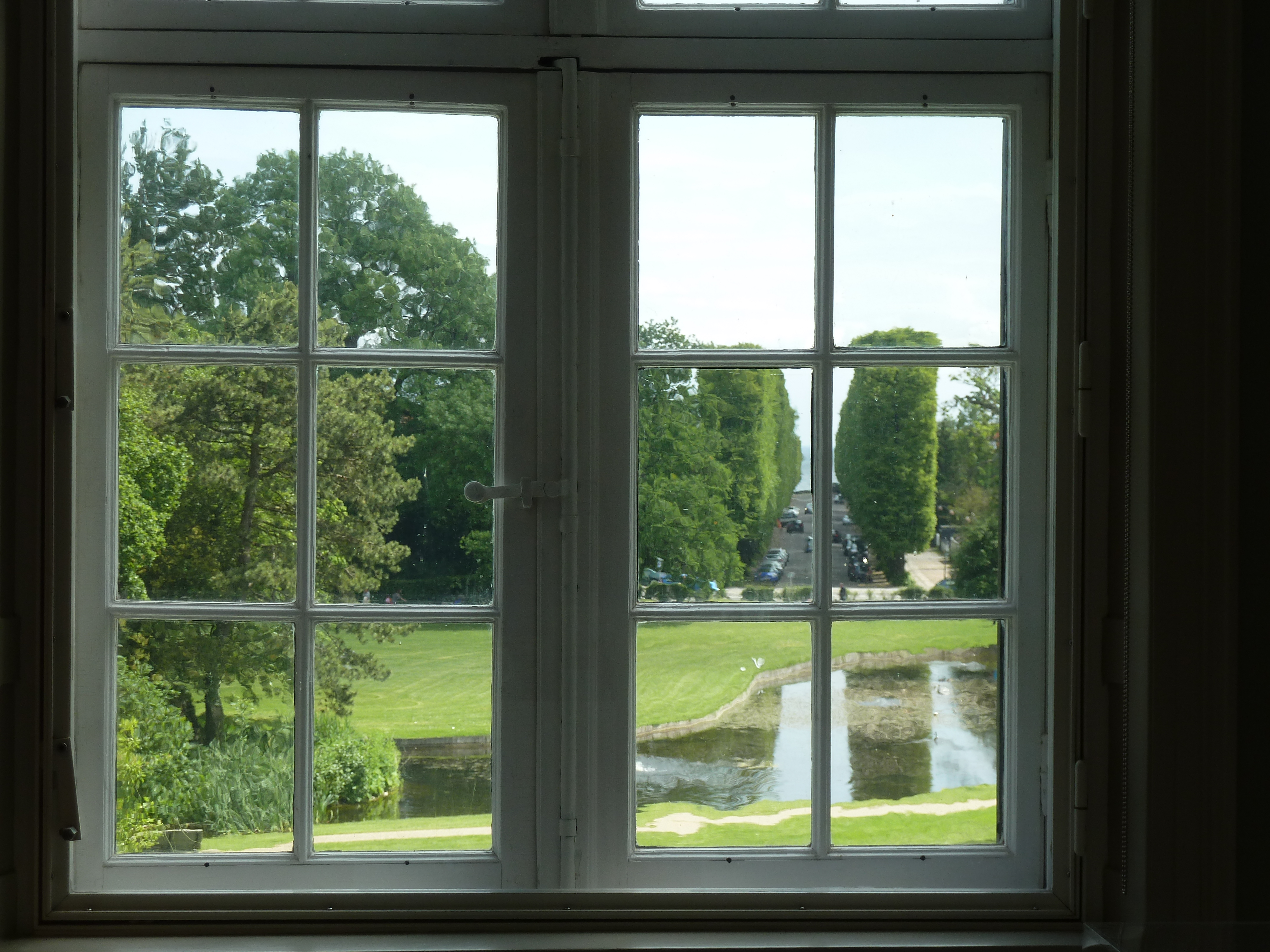
Uitzicht

Øregaard Museum  is een Deens museum, gevestigd in het landhuis Øregaard (ook gespeld Øregård) in Hellerup (Gentofte) in de regio Seeland ten noorden van Kopenhagen. Het is omringd door een park in Engelse landschapsstijl, op korte afstand van de Sont. In 1921 werd het gebouw een kunstmuseum, voornamelijk gewijd aan afbeeldingen van Kopenhagen en wijde omgeving.

## Geschiedenis
Het landhuis uit 1806 in Øregårdsparken is ontworpen door de Franse architect Joseph-Jacques Ramée (1764-1842) als zomerverblijf voor Johannes Søbøtker (1777-1854), een rijke grossier, planter en reder, later gouverneur van Deense koloniën, wiens familiefortuin in Deens-West-Indië was vergaard.
Oorspronkelijk stond op deze plek de boerderij Oregården, die behoorde bij het Slot Bernstorff en in 1793 de naam Øregård kreeg. Søbøtker kocht de boerderij in 1806, liet hem afbreken en gaf Ramée alle ruimte om zijn talenten te ontplooien. Hij ontwierp het witgepleisterde neoclassicistische landhuis met drie verdiepingen en een zadeldak met koperbedekking, en met zijvleugels met twee verdiepingen. Ramée, die ook tuin- en landschapsarchitect was, ontwierp ook de Engelse tuin van 20 hectare. In deze periode 1800-1805 bouwde hij voor andere welgestelde opdrachtgevers in dit deel van Noord-Seeland nog meer landhuizen in dezelfde stijl: Ordruphøj (al in 1863 gesloopt), Sophienholm (sinds 1963 een kunsthal), Hellerupgård (in 1954 gesloopt) en Frederikslund (sinds 1991 weer particulier bewoond).
Søbøtker verkocht Øregård in 1821, waarna gebouw en park achtereenvolgens eigendom waren van de kooplieden Jacob Hunæus, Joseph Hambro, Andreas Nicolai Hansen, diens zoon Alfred Hansen en Detlef Ohlsen. De weduwe van laatstgenoemde verkocht Øregård in 1917 aan de gemeente Gentofte (waarvan Hellerup deel uitmaakt) met de clausule dat het park openbaar toegankelijk zou zijn.
De tuinarchitect Gudmund Nyeland Brandt (1878-1945) kreeg de opdracht het park te restaureren. Het landhuis kreeg in 1918 de status van monument en werd in 1921 een museum. Voor een deel is het door Ramée ontworpen interieur nog onaangetast.

## Museum
De collectie is grotendeels gebaseerd op Den Hegelske Samling, de kunstverzameling die was bijeengebracht door Jacob Deichmann Frederik Hegel (1851-1918), directeur-eigenaar van de literaire uitgeverij Gyldendal te Kopenhagen. In 1921 schonk zijn weduwe Julie Bagge (1857-1924) de verzameling aan de gemeente Gentofte.
Øregaard Museum heeft ongeveer 3000 werken, olieverfschilderijen, aquarellen, gravures en tekeningen, die een beeld geven van Kopenhagen en wijde omgeving. De collectie beslaat de periode 1750-1950 en bevat werk van Jens Juel, Vilhelm Petersen, Martinus Rørbye, C.W. Eckersberg, J.Th. Lundbye, Paul Fischer, L.A. Ring, Bertha Wegmann, Olaf Rude en anderen. Ook vele minder bekende kunstenaars zijn vertegenwoordigd. Naast de permanente collectie zijn er regelmatig speciale exposities.

## Uit de collectie

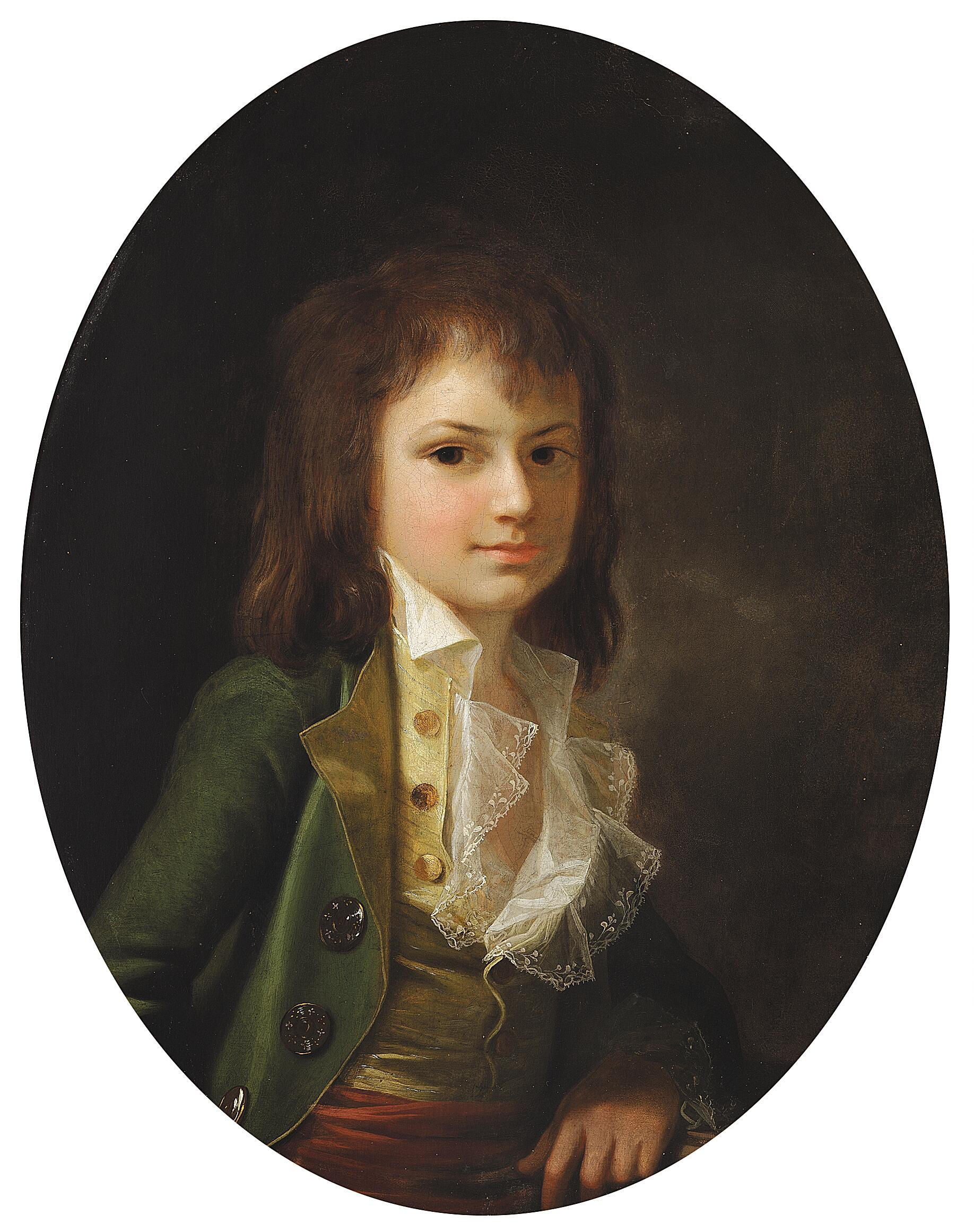
Johannes Søbøtker als kind, Jens Juel, 1788
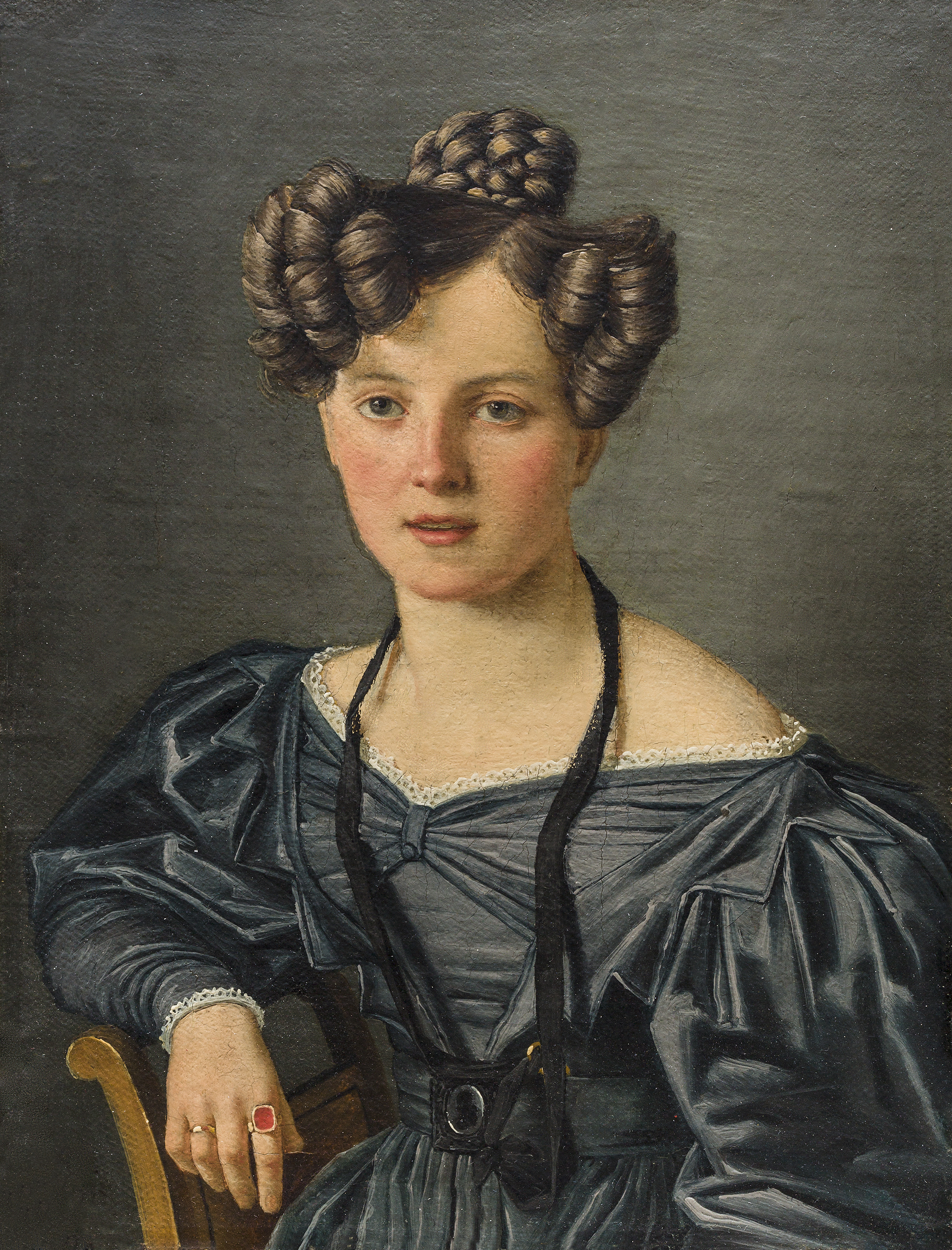
Portret van Ida Athalia, zuster van de schilder, Martinus Rørbye, 1829
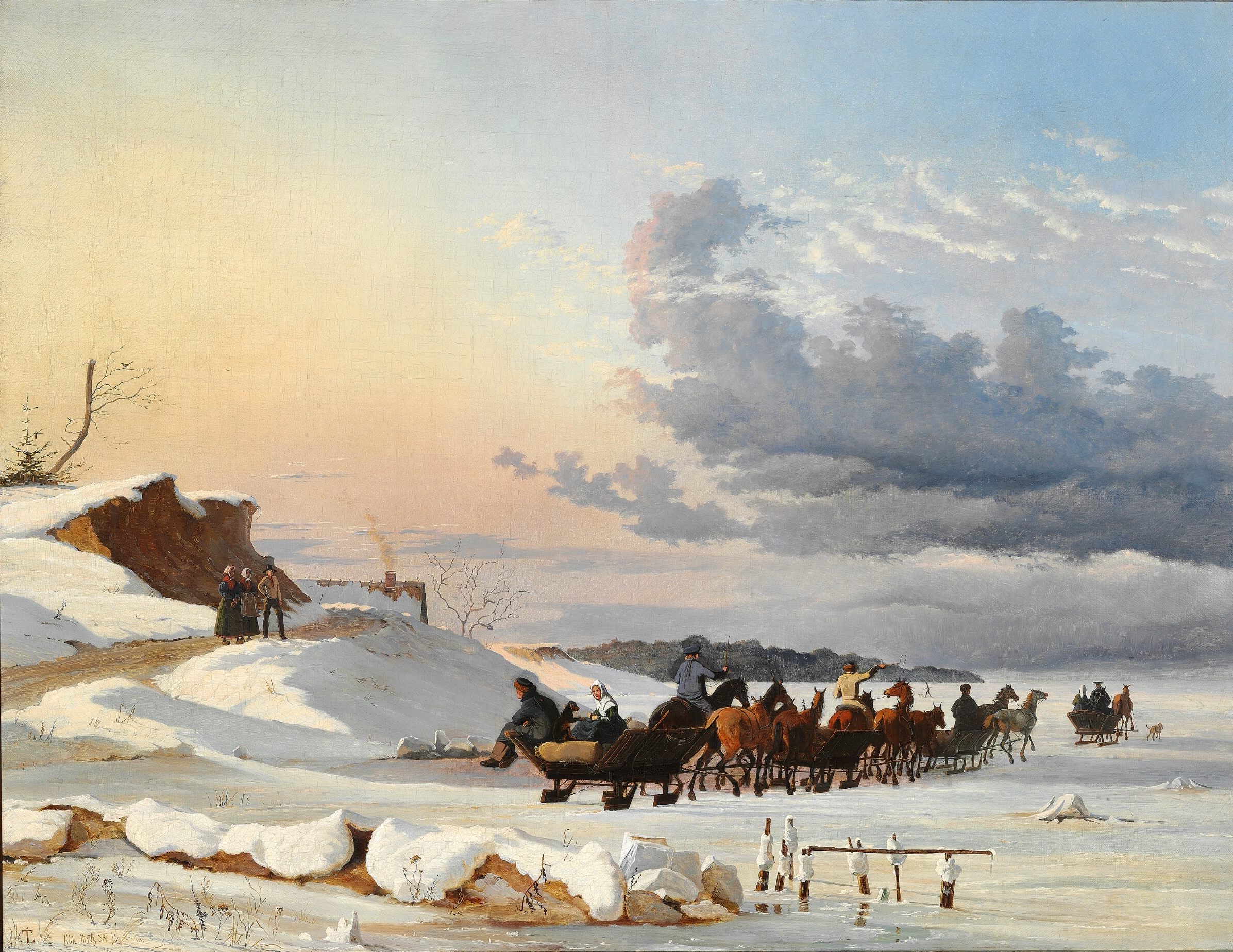
Zweedse sleden, Johan Thomas Lundbye, 1838
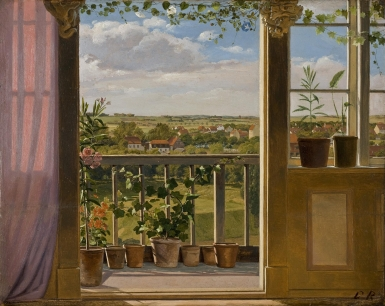
Uitzicht van Nørrevold in de richting van Bellahøj, Martinus Rørbye, ca. 1840
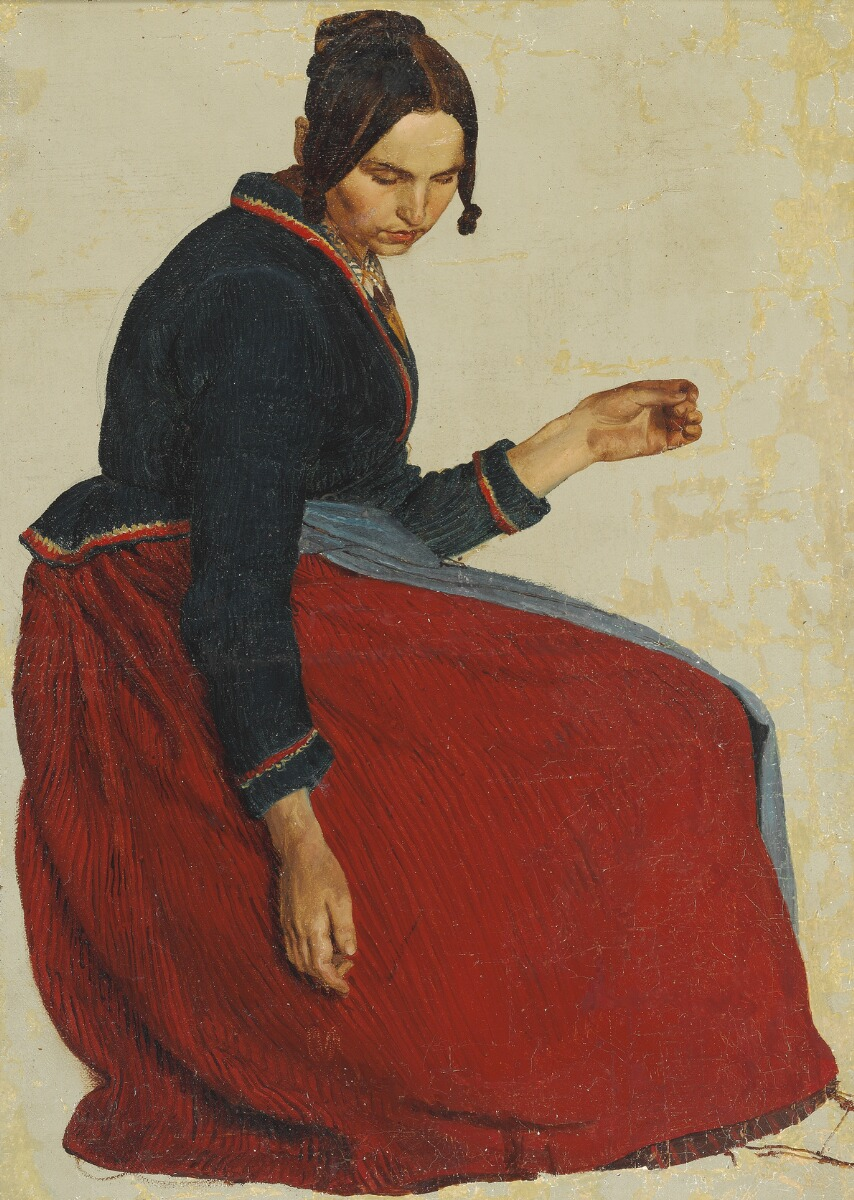
Portret van een vrouw met rode rok, Lorenz Frølich, 1848
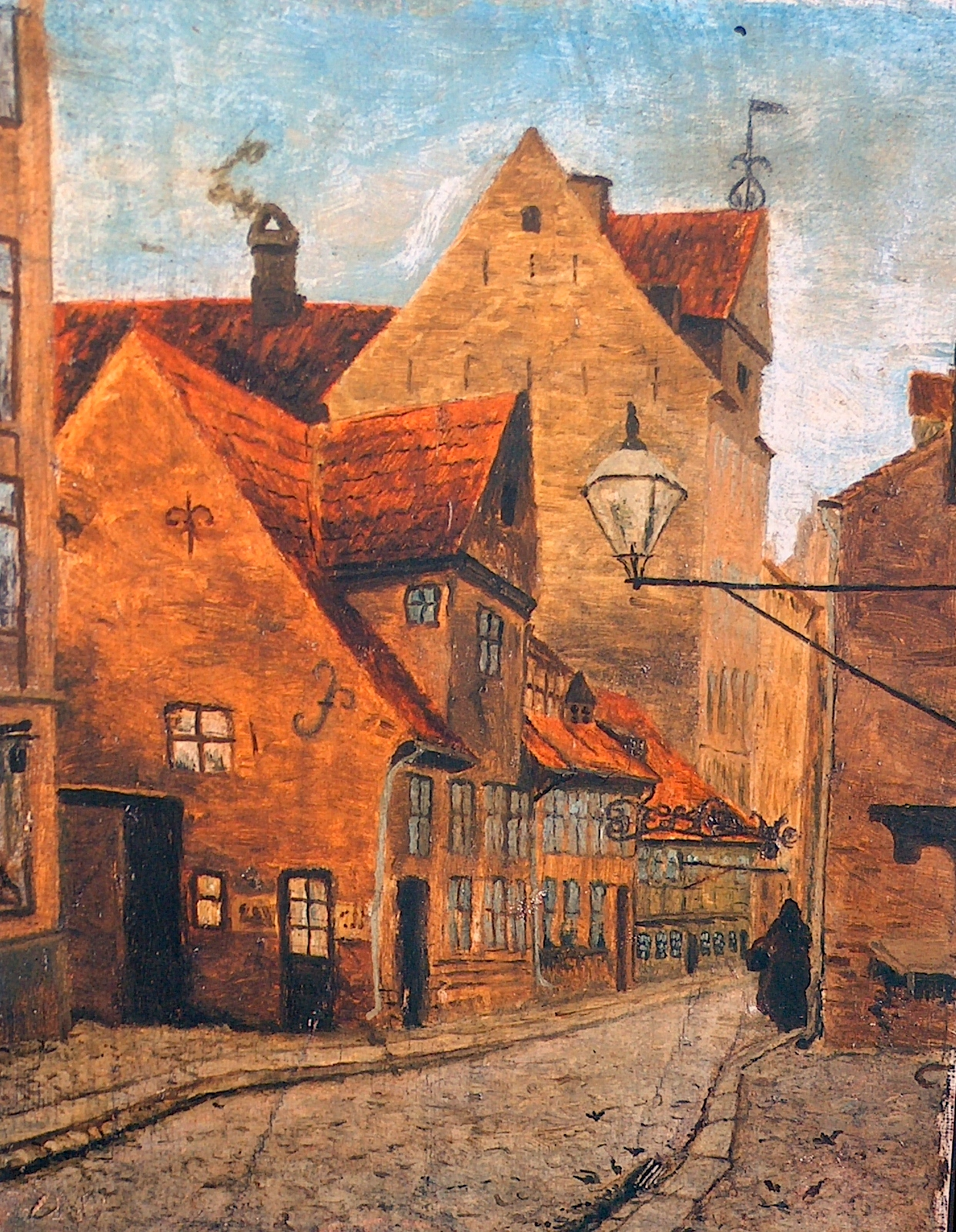
Holmensgade, Adolph Larsen, 1884
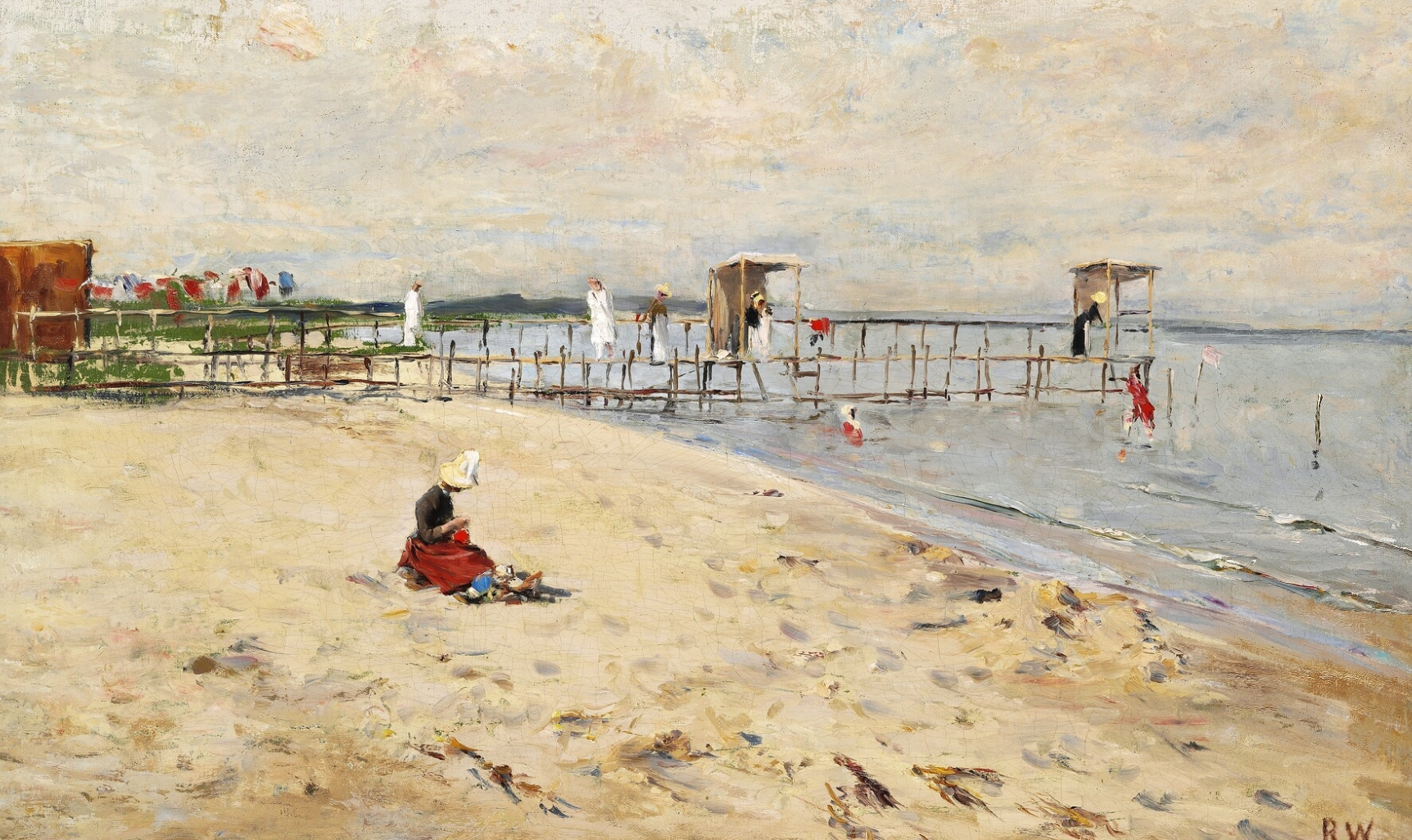
Zomerdag op het strand van Taarbæk, Bertha Wegmann, 1889